# ソンハ県
ソンハ県（ソンハけん、ベトナム語：Huyện Sơn Hà / 縣山河?）は、ベトナム社会主義共和国クアンガイ省の県。面積は750.31 km²、人口は75,000人（2018年）である。

## 行政区画
1市鎮13社から構成される。